# Chenopodium sancti-ambrosii
Chenopodium sancti-ambrosii là loài thực vật có hoa thuộc họ Dền. Loài này được Skottsb. mô tả khoa học đầu tiên năm 1952.